# Scusate per il sangue
Scusate per il sangue è un EP dei rapper italiani Lowlow e Mostro, pubblicato il 4 settembre 2014 dalla Honiro Label.

## Tracce
1. L'origine del male – 3:35
2. Scusate per il sangue – 4:06
3. Erika e Omar – 3:27
4. Skit per la disperazione – 0:32
5. Papa Boys – 2:41
6. Piovre (feat. Briga) – 3:19
7. Supereroi falliti – 3:26
8. Ricco e famoso (Remix) – 2:28

## Classifiche
| Classifica (2014) | Posizione massima |
| ----------------- | ----------------- |
| Italia            | 9                 |